# Graz Giants 2010
Questa voce raccoglie le informazioni riguardanti i Graz Giants nelle competizioni ufficiali della stagione 2010.

## Prima squadra

### Austrian Football League 2010

#### Stagione regolare
| Praga 27 marzo 2010, ore 14:00 1ª giornata | Prague Panthers | 28 – 42 (0-7 13-14 8-7 7-14) | Graz Giants | Eden Aréna (400 spett.) |

| Graz 11 aprile 2010, ore 14:00 2ª giornata | Graz Giants | 23 – 28 (7-7 7-7 3-6 6-8) | Black Lions | Stadion Eggenberg (2735 spett.) |

| Graz 25 aprile 2010, ore 14:00 3ª giornata | Graz Giants | 28 – 13 (14-0 0-0 0-0 14-13) | Danube Dragons | Stadion Eggenberg (1600 spett.) |

| Vienna 9 maggio 2010, ore 15:00 4ª giornata | Vienna Vikings | 27 – 24 (7-7 13-10 0-7 7-0) | Graz Giants | Hohe Warte Stadion (3500 spett.) |

| Graz 22 maggio 2010, ore 16:00 5ª giornata | Graz Giants | 68 – 26 (14-6 14-14 34-6 6-0) | Sankt Pölten Invaders | Stadion Eggenberg (900 spett.) |

| Innsbruck 12 giugno 2010, ore 17:00 6ª giornata | Tirol Raiders | 28 – 42 (14-28 7-7 0-7 7-0) | Graz Giants | Tivoli-Neu Stadion (2800 spett.) |

#### Playoff
| Innsbruck 26 giugno 2010, ore 17:00 Semifinale | Tirol Raiders | 58 – 51 (d.t.s.) (16-7 6-17 15-7 7-13 14-7) | Graz Giants | Tivoli-Neu Stadion (3000 spett.) |

### European Football League 2010

#### Playoff
| 15 maggio 2010 Quarti di finale | Graz Giants | 34 – 31 (21-0 10-14 0-3 3-14) | Danube Dragons |  |

| Vienna 6 giugno 2010 Semifinale | Vienna Vikings | 38 – 22 | Graz Giants | Hohe Warte Stadion |

### Statistiche di squadra
| Competizione      | %Vittorie | In casa | In casa | In casa | In casa | In casa | In casa | In trasferta | In trasferta | In trasferta | In trasferta | In trasferta | In trasferta | Totale | Totale | Totale | Totale | Totale | Totale |
| Competizione      | %Vittorie | G       | V       | N       | P       | Pf      | Ps      | G            | V            | N            | P            | Pf           | Ps           | G      | V      | N      | P      | Pf     | Ps     |
| ----------------- | --------- | ------- | ------- | ------- | ------- | ------- | ------- | ------------ | ------------ | ------------ | ------------ | ------------ | ------------ | ------ | ------ | ------ | ------ | ------ | ------ |
| Stagione regolare | .667      | 3       | 2       | 0       | 1       | 119     | 67      | 3            | 2            | 0            | 1            | 108          | 83           | 6      | 4      | 0      | 2      | 227    | 150    |
| Playoff           | .000      | 0       | 0       | 0       | 0       | 0       | 0       | 1            | 0            | 0            | 1            | 51           | 58           | 1      | 0      | 0      | 1      | 51     | 58     |
| Playoff           | .500      | 2       | 1       | 0       | 1       | 56      | 69      | 0            | 0            | 0            | 0            | 0            | 0            | 2      | 1      | 0      | 1      | 56     | 69     |
| Totale            | .556      | 5       | 3       | 0       | 2       | 175     | 136     | 4            | 2            | 0            | 2            | 159          | 141          | 9      | 5      | 0      | 4      | 334    | 277    |

## Seconda squadra

### Austrian Football Division 2 2010

#### Stagione regolare
| 10 aprile 2010 3ª giornata | Graz Giants 2 | 0 – 20 (0-14 0-0 0-6 0-0) | Styrian Bears | (200 spett.) |

| 17 aprile 2010 4ª giornata | Gmunden Rams | 30 – 43 (8-14 0-7 6-7 16-15) | Graz Giants 2 | (100 spett.) |

| 24 aprile 2010 5ª giornata | Styrian Bears | 33 – 34 (d.t.s.) (12-7 8-6 7-0 0-14 6-7) | Graz Giants 2 | (150 spett.) |

| 8 maggio 2010 7ª giornata | Vienna Knights | 22 – 10 (0-0 14-0 8-0 0-10) | Graz Giants 2 | (150 spett.) |

| 16 maggio 2010 8ª giornata | Graz Giants 2 | 36 – 15 (7-0 0-7 7-0 22-8) | Schwaz Hammers | (50 spett.) |

| 23 maggio 2010 9ª giornata | Graz Giants 2 | 55 – 14 (7-0 27-8 14-6 7-0) | Gmunden Rams | (100 spett.) |

#### Playoff
| 13 giugno 2010 Semifinale | Tirol Raiders JV | 28 – 21 (0-14 14-0 7-7 7-0) | Graz Giants 2 | (250 spett.) |

### Statistiche di squadra
| Competizione      | %Vittorie | In casa | In casa | In casa | In casa | In casa | In casa | In trasferta | In trasferta | In trasferta | In trasferta | In trasferta | In trasferta | Totale | Totale | Totale | Totale | Totale | Totale |
| Competizione      | %Vittorie | G       | V       | N       | P       | Pf      | Ps      | G            | V            | N            | P            | Pf           | Ps           | G      | V      | N      | P      | Pf     | Ps     |
| ----------------- | --------- | ------- | ------- | ------- | ------- | ------- | ------- | ------------ | ------------ | ------------ | ------------ | ------------ | ------------ | ------ | ------ | ------ | ------ | ------ | ------ |
| Stagione regolare | .667      | 3       | 2       | 0       | 1       | 91      | 49      | 3            | 2            | 0            | 1            | 87           | 85           | 6      | 4      | 0      | 2      | 178    | 134    |
| Playoff           | .000      | 0       | 0       | 0       | 0       | 0       | 0       | 1            | 0            | 0            | 1            | 21           | 28           | 1      | 0      | 0      | 1      | 21     | 28     |
| Totale            | .571      | 3       | 2       | 0       | 1       | 91      | 49      | 4            | 2            | 0            | 2            | 108          | 113          | 7      | 4      | 0      | 3      | 199    | 162    |